# Deyang
Deyang (xinès simplificat: 德阳; xinès tradicional: 德陽; pinyin: Déyáng) és una ciutat a nivell de prefectura de la província de Sichuan, a la República Popular de la Xina. Deyang és una ciutat majoritàriament industrial, amb empreses com China National Erzhong Group i Dongfang Electric que hi tenen instal·lacions importants. La ciutat és rica en història, amb el jaciment arqueològic de Sanxingdui a Guanghan, on es va descobrir una gran quantitat de màscares de bronze i or. Més recentment, Deyang es va veure molt afectada pel terratrèmol del 2008, que va afectar especialment les ciutats de Mianzhu i Shifang, al nord-oest de la ciutat. Deyang té una superfície de 5.911 km².

## Història

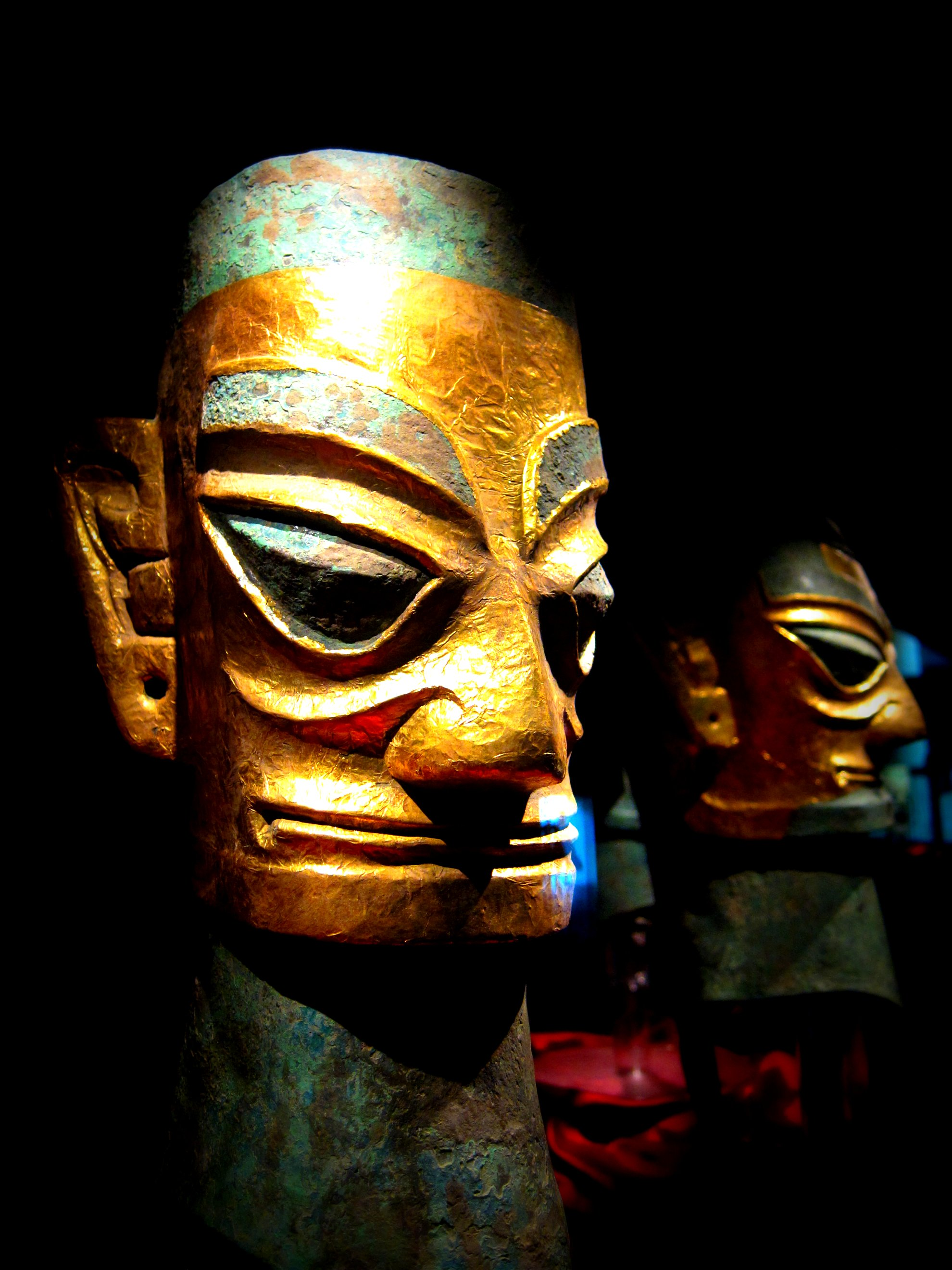
Caps de bronze adornats amb màscares d'or trobats al jaciment de Sanxingdui.

L'antiga civilització Shu va incloure l'actual Deyang, on es troben les relíquies de Sanxingdui.
Deyang es va organitzar per primera vegada com a comtat durant la dinastia Tang.
Es va convertir en una ciutat a nivell de prefectura el 1983. El 3 d'agost de 1996, el districte de Shizhong de Deyang (xinès: 市中区) es va dividir en el districte de Jingyang i en el comtat de Luojiang (ara districte de Luojiang).

### El terratrèmol del 2008
El 12 de maig de 2008 es va produir un terratrèmol de magnitud 8,0. Es calcula que unes 90.000 persones van morir o desaparèixer i s'estima que 400.000 van resultar ferides. Al voltant de 5 milions de persones van patir pèrdues de propietats, moltes van quedar sense llar. Les escoles de Mianzhu i Shifang es van col·lapsar.
El comtat de Deyang s'ha recuperat en bona part de la devastació del terratrèmol del 2008 i la majoria de les persones van estar indemnitzades quan va ser necessari i s'han instal·lat a noves cases. Pel que fa als habitatges nous, en la majoria dels casos, es va demanar als propietaris que cobrissin el 30% del cost mentre que el govern es feia càrrec de la resta. Tot i que el govern no va complir el seu pla inicial per reallotjar totes les víctimes en un any, va aconseguir fer-ho en un període de dos anys. Mentrestant, els residents van viure en cases prefabricades proporcionades pel govern, i rebent pagaments setmanals per a totes les víctimes per comprar menjar i roba.

## Geografia

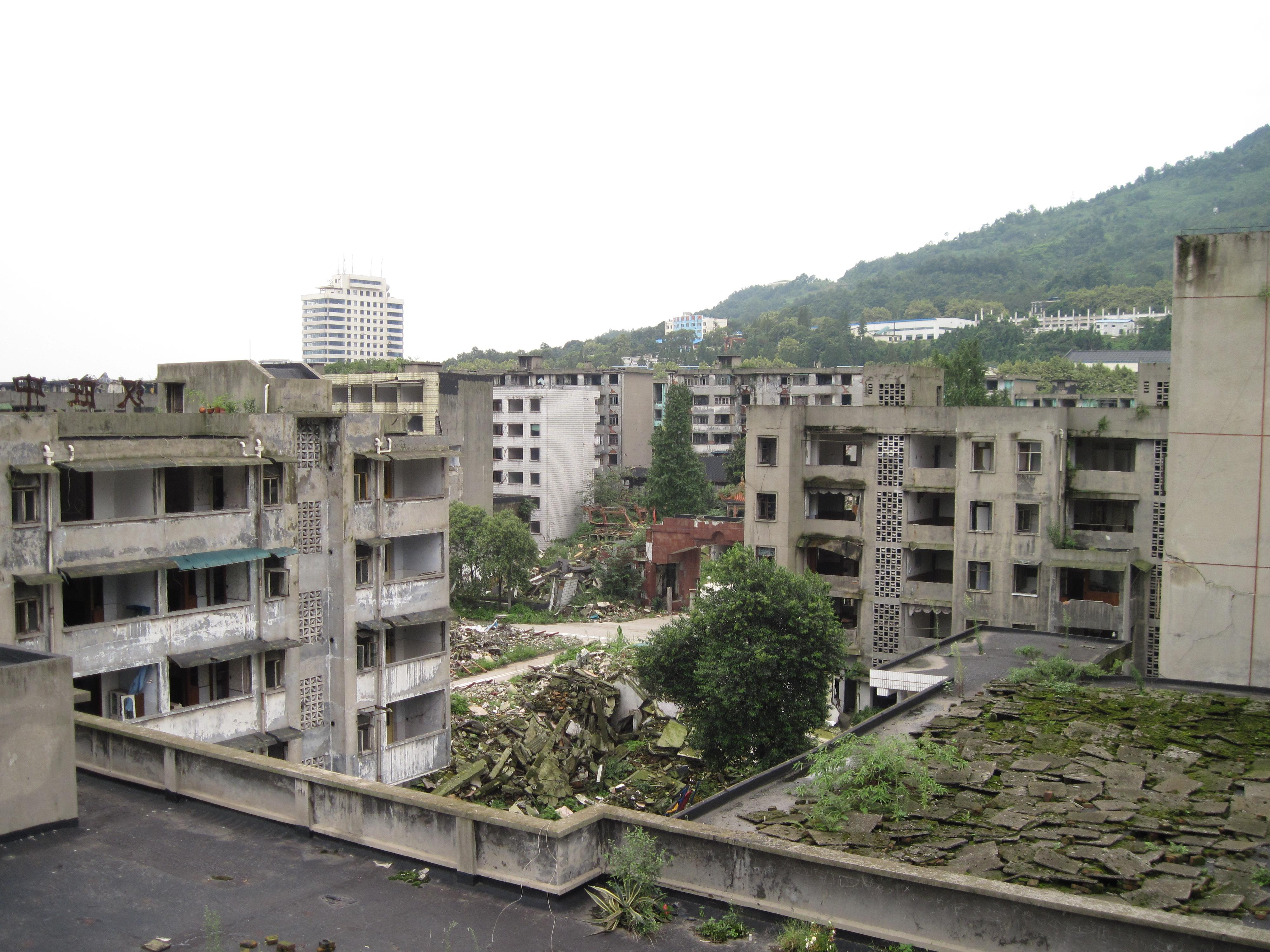
Edificis de Mianzhu destruïts pel terratrèmol de Sichuan del 2008

Deyang es troba a la part nord-est de la plana de Chengdu, amb les muntanyes Longquan a l'est entre la ciutat i la conca més gran de Sichuan. El nucli urbà de Deyang, Jingyang, es troba sobre el riu Mianyuan, que travessa la ciutat.
Deyang es troba al nord de Chengdu, a menys d'una hora amb cotxe. El nucli urbà de Deyang es troba a 50 quilòmetres de l'aeroport internacional de Chengdu Shuangliu.

### Clima
Deyang té un clima subtropical humit, amb quatre estacions diferenciades. El mes més fred a Deyang és gener, i el mes més calorós és juliol. La majoria de les precipitacions a Deyang es produeixen durant els mesos d'estiu. El període anual lliure de gelades a Deyang normalment dura entre 270 i 290 dies, i hi ha pocs dies de nevades. Deyang pateix els vents més forts de març a maig, i els vents més suaus solen produir-se entre octubre i febrer.